# Zastróże
Zastróże – część wsi Psary w Polsce, położona w województwie śląskim, w powiecie będzińskim, w gminie Psary.
W latach 1975–1998 Zastróże administracyjnie należało do województwa katowickiego.